# جوليا كينغ
جوليا كينغ (بالإنجليزية: Julia King, Baroness Brown of Cambridge)‏ (و. 1954  م) هي مهندسة، وسياسية بريطانية، ولدت في لندن، هي عضوةٌ في الجمعية الملكية (منذ 2017).

## التعليم
تعلمت في كلية موراي إدواردز، وGodolphin and Latymer School ‏.

## جوائز
حصلت على جوائز منها:
- زميل في الجمعية الملكية (2017)
- Higginson Lecture [الإنجليزية]‏ (2006)
- قائدة رتبة الإمبراطورية البريطانية
- زمالة الأكاديمية الملكية للهندسة.